# De Draad

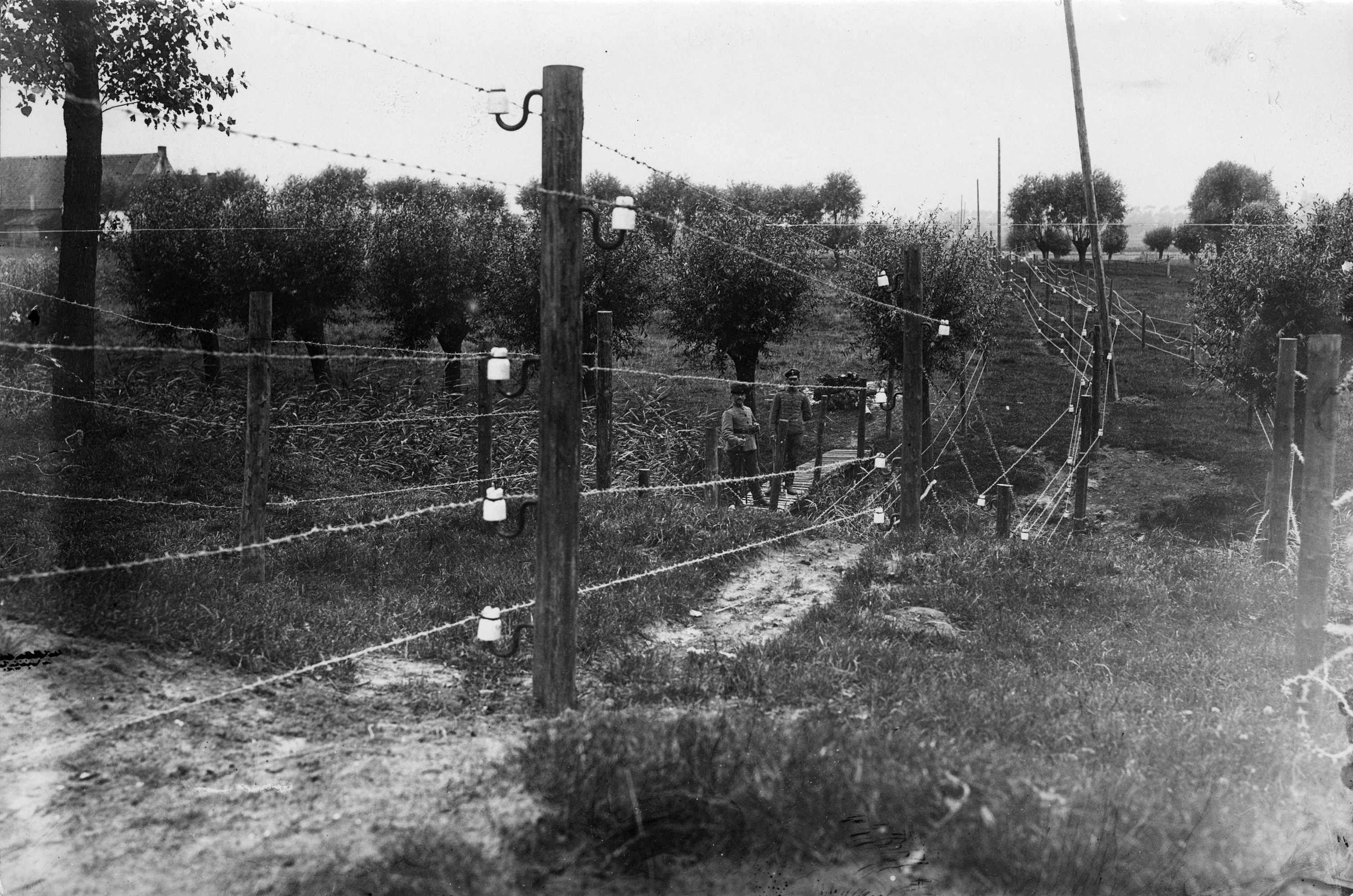
Widok na drut od strony holenderskiego miasta Sluis

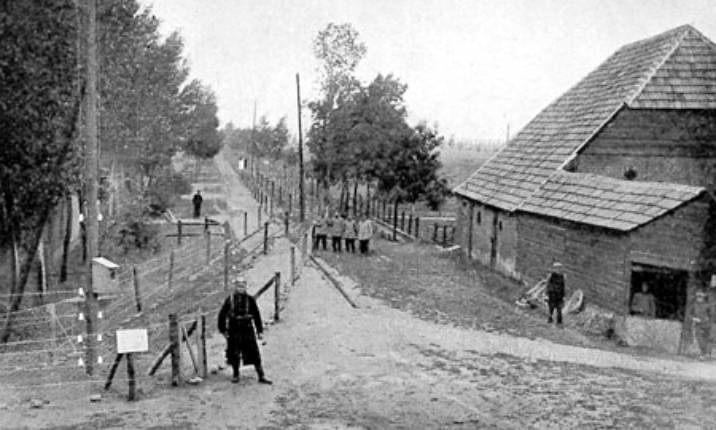
Niemiecki patrol przy drucie, tuż obok belgijskiego gospodarstwa

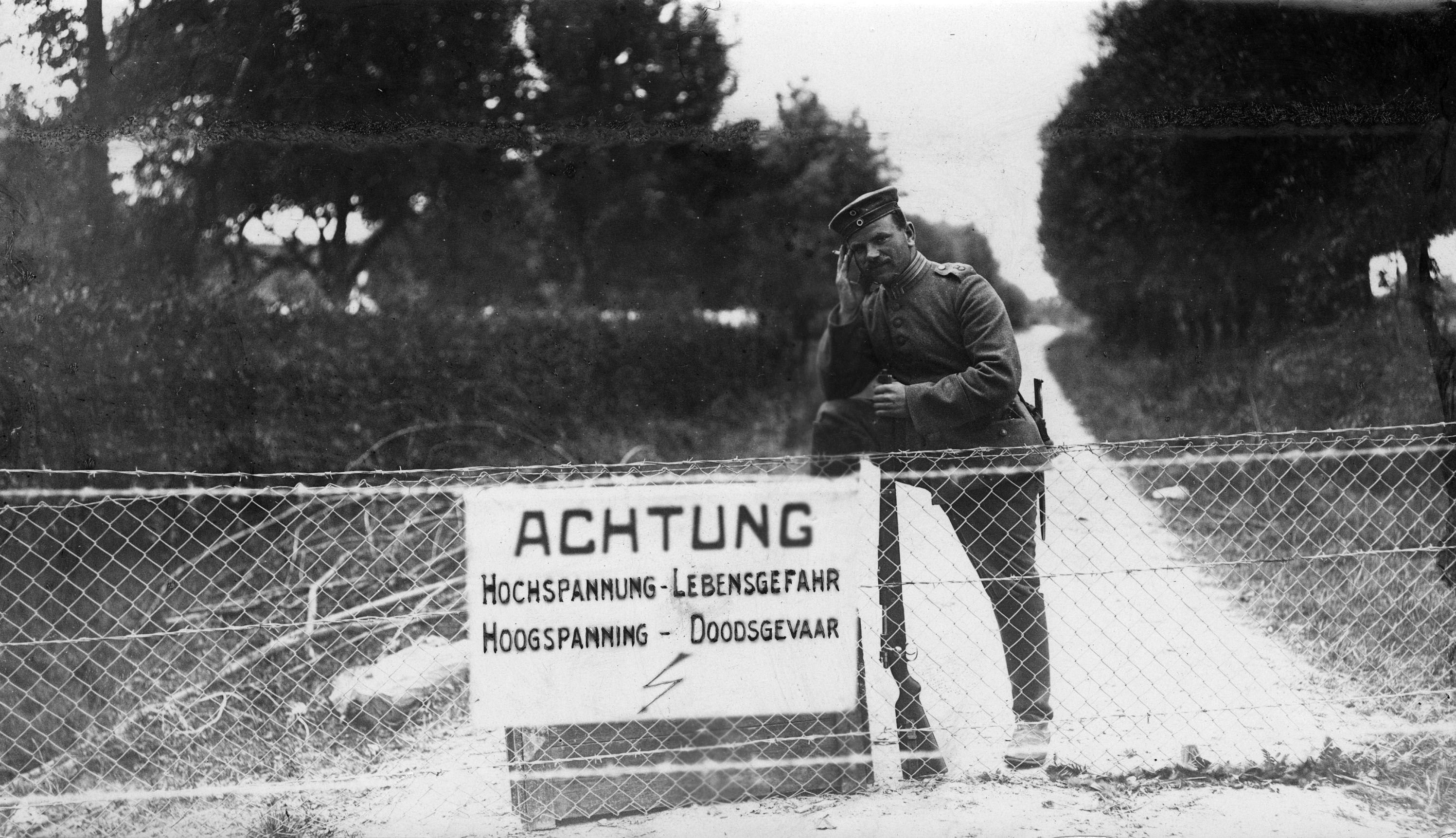
Niemiecki strażnik z karabinem przy drucie, widoczny od strony Sluis

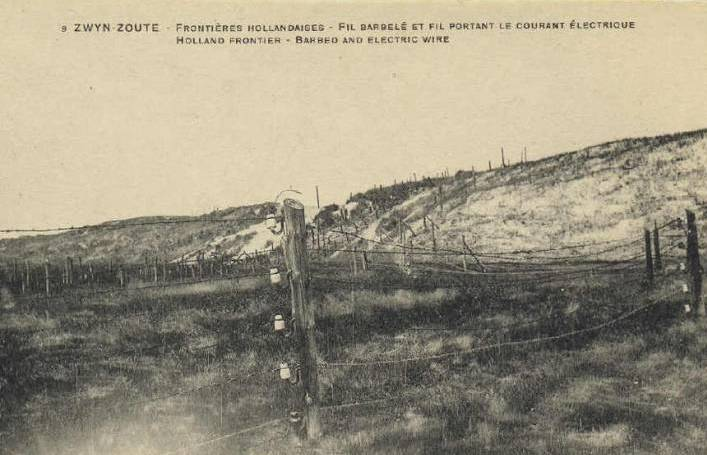
Koniec drutu nad Skaldą

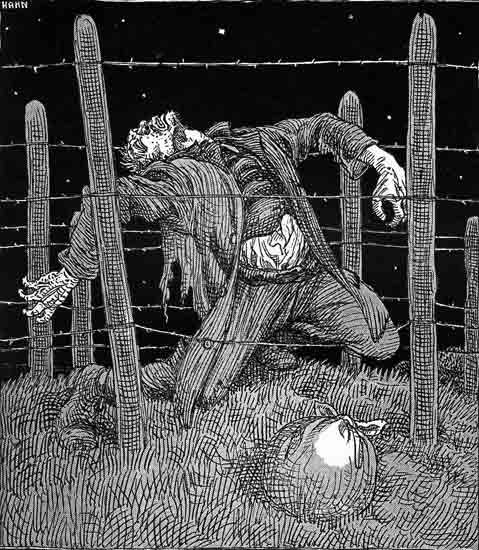
Rysunek Alberta Hahna przedstawiający ofiarę drutu

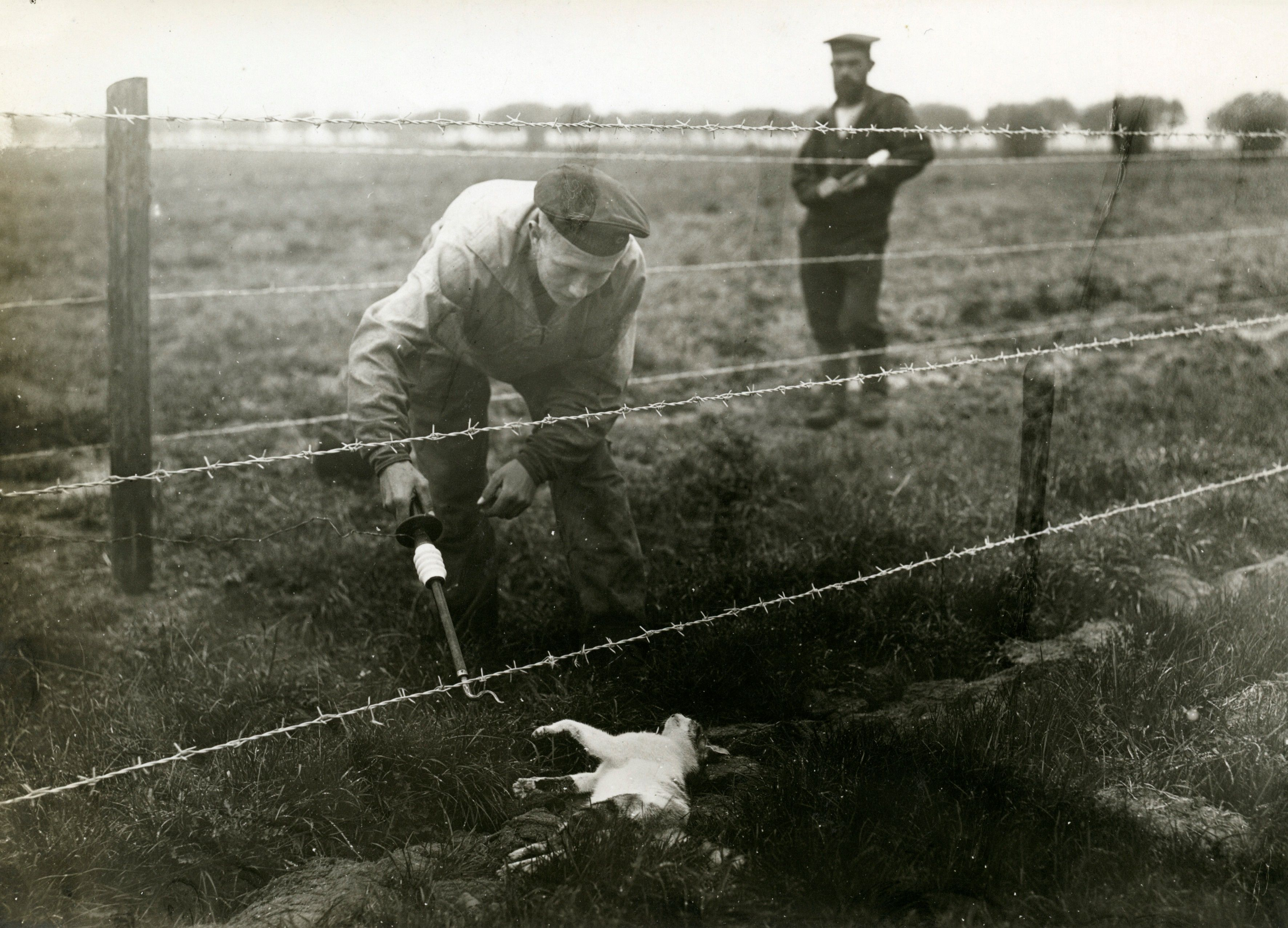
Martwe zwierzę – ofiara drutu – usuwane przez niemieckiego strażnika

De Draad, Dodendraad, Dodenhek (w tłumaczeniu z języka niderlandzkiego „drut”, „śmiertelny drut”, oficjalna nazwa w języku niemieckim Grenzhochspannungshindernis) – graniczne ogrodzenie wysokiego napięcia. Elektryczna bariera, zbudowana z drutów pod wysokim napięciem przez niemieckiego okupanta na granicy Belgii z neutralną Holandią w czasie I wojny światowej.

## Tło
Gdy Niemcy najechały neutralną Belgię, Belgowie zaczęli masowo przekraczać granicę z Holandią. W 1914 roku w Holandii przebywało już milion belgijskich uchodźców, ale przez całą wojnę kolejni uchodźcy wciąż napływali i próbowali przekroczyć granicę. Wielu chciało uciec przed niemiecką okupacją, inni chcieli dołączyć do swoich krewnych, którzy już uciekli, a niektórzy chcieli wziąć udział w wojnie i wybrali tę drogę, aby dołączyć do sił na froncie zachodnim. Wielu z tych uchodźców to także mężczyźni próbujący przedostać się do Francji przez Holandię i Wielką Brytanię, aby zaciągnąć się do armii alianckich, zachęcani przez króla Belgów Alberta I i kardynała Merciera do obrony ostatniego nieokupowanego terytorium Belgii. Z tych powodów Niemcy postanowili zbudować drut, aby uniemożliwić tym ochotnikom i szpiegom częste przekraczanie granicy belgijsko-holenderskiej i docieranie do brytyjskich tajnych służb w Rotterdamie. Rząd belgijski utrzymywał także pocztę w nieokupowanej belgijskiej enklawie Baarle-Hertog.

## Budowa
Budowa rozpoczęła się wiosną 1915 roku i składała się z 332 kilometrów drutu na drewnianych słupach o napięciu 2000 V i wysokości od 2 do około 4 metrów, rozciągającego się na całej długości granicy belgijsko-holenderskiej od Akwizgranu do rzeki Skaldy. W promieniu 100–500 metrów od drutu każdy, kto nie był w stanie oficjalnie wyjaśnić swojej obecności, był doraźnie rozstrzeliwany, chociaż niemieccy strażnicy zwracali uwagę, aby nie strzelać w stronę Holandii, która była oficjalnie neutralna.

## Holenderska reakcja
Rząd Holandii nie protestował przeciwko budowie drutu. Dla Holandii był to znak, że uznano jej neutralność, a rząd holenderski zrobił wszystko, co w jego mocy, aby tę neutralność zachować. W miarę możliwości unikano wszelkich działań, które można by uznać za współpracę z Niemcami. Drut uwypuklał Holendrom, że podczas Wielkiej Wojny tuż za granicami Holandii panowała tragiczna sytuacja wojenna i to do tego stopnia, że wielu ludzi było skłonnych uciekać przed nią, ryzykując własnym życiem. Od początku budowy bariery obywatele Holandii byli ostrzegani przed śmiertelnymi konsekwencjami dotknięcia drutu. Znaki ostrzegawcze umieszczono także po holenderskiej stronie granicy z napisem: Hoogspanning – Levensgevaar („Wysokie napięcie – śmiertelne niebezpieczeństwo”).
Pozwolenie na zbliżenie się do granicy i drutu wydawała Holendrom tylko policja i surowo karała tych, którzy próbowali przekroczyć ogrodzenie. Aresztowanych dezerterów internowano w wielu obozach w Holandii. Przemytnicy, którzy byli bardzo aktywni ze względu na duże niedobory w obu krajach, byli skazywani przez sądy. Uchodźców zabierano do prywatnych domów lub obozów, a rząd zapewniał im świadczenia na utrzymanie.

## Ofiary i losy drutu
Liczbę ofiar szacuje się na od 2000 do 3000 osób. Lokalne gazety w południowej Holandii niemal codziennie zamieszczały doniesienia o ludziach, którzy zostali „zabici piorunem”. Jednak wielu osobom udało się również pokonać ogrodzenie, często stosując niebezpieczne lub kreatywne metody, począwszy od użycia bardzo dużych drabin i tuneli po skoki o tyczce i przyklejanie porcelanowych płytek do butów w celu zapewnienia sobie izolacji.
Drut rozdzielił także rodziny i przyjaciół, gdyż Holendrzy i Flamandowie mimo że mieszkali w różnych państwach, często zawierali małżeństwa mieszane lub w inny sposób utrzymywali ze sobą kontakty towarzyskie. Procesje pogrzebowe podchodziły do ogrodzenia i zatrzymywały się przy nim, aby dać krewnym i przyjaciołom po drugiej stronie możliwość modlitwy i pożegnania. Neutralny rząd holenderski, który początkowo nie sprzeciwił się drutowi, później kilkakrotnie protestował przeciwko niemu, gdy jego istnienie wywołało oburzenie społeczne w Holandii. Duża liczba ofiar śmiertelnych nie tylko spowodowała gwałtowny wzrost nastrojów antyniemieckich w Holandii (w kraju, który do tej pory był w większości wrogi Wielkiej Brytanii z powodu II wojny burskiej), ale także znacznie zwiększył przemyt towarów na obszarze przygranicznym, co było bardzo dochodowe dla lokalnych przemytników.
Drut nie przebiegał całkowicie wzdłuż granicy i nie przecinał rzek. Niemcy umożliwili także przechodzenie miejscowym na nabożeństwa, w dni targowe i podczas żniw. W październiku 1918 roku Niemcy otworzyli granicę, aby przepuścić uchodźców z Francji i Belgii, żeby nie blokować niemieckich linii komunikacyjnych w Belgii. Tuż przed końcem wojny cesarz Wilhelm II przekroczył granicę i uciekł do neutralnej Holandii, aby się tam schronić.
Natychmiast po podpisaniu rozejmu w Compiègne 11 listopada 1918 roku elektrownie wokół drutu zostały zamknięte, a mieszkańcy po obu stronach granicy wkrótce zniszczyli znienawidzone ogrodzenie. Dziś z oryginalnego drutu pozostały tylko znaki ostrzegawcze; jednakże na niektórych obszarach zrekonstruowano niektóre odcinki, na przykład w pobliżu Hamont-Achel, Zondereigen i Molenbeersel.